# Anton Delvig
Anton Antonovitch Delvig (en russe Анто́н Анто́нович Де́львиг, né le 17 août 1798 à Moscou, mort le 26 janvier 1831 à Saint-Pétersbourg) est un poète, traducteur et journaliste russe.

## Biographie
Descendant de barons baltes appauvris, Delvig étudie au lycée de Tsarskoïe Selo avec Alexandre Pouchkine et Wilhelm Küchelbecker. En 1814, il débuta dans Le Messager de l'Europe avec une ode sur la prise de Paris. Fonctionnaire aux Finances, puis bibliothécaire, il fréquente les salons littéraires de Saint-Pétersbourg, il anime des soirées littéraires que fréquentent Pouchkine, Alexandre Odoïevski, Dmitri Vénévitinov, Adam Mickiewicz (alors en exil) et Ievgueni Baratynski. Il écrit pour l'almanach Les Fleurs du Nord et l'hebdomadaire Literatournaïa gazeta. En 1829, il voulut publier un journal de critique littéraire, mais déjà sa frêle santé était ébranlée. Une maladie de poitrine et le typhus l'emportent à l'âge de 32 ans. Il est inhumé au cimetière Tikhvine.